# Cybianthus boissieri
Cybianthus boissieri é uma espécie de plantas com flores, que foi descrita pela primeira vez por A. Dc. Cybianthus boissieri pertence ao gênero Cybianthus e à família Primulaceae. É encontrada no Brasil.